# 2-es busz (Zirc)
A zirci 2-es jelzésű autóbusz a Rákóczi tér - Rómer Flóris utca - Kórház - Rákóczi tér útvonalon közlekedik. A vonalat a Volánbusz üzemelteti.

## Közlekedése
Csak munkanapokon közlekedik, kb. 30 percenként.

## Útvonala
| Rákóczi tér - Rómer Flóris utca - Kórház - Rákóczi tér: |
| --- |
| - Rákóczi tér - Kossuth Lajos utca - Bakonybéli utca - Viola utca - Rómer Flóris utca - Munkácsy utca - Som utca - Eötvös Károly utca - Köves János utca - Pacsirta utca - Rómer Flóris utca - Erzsébet királyné utca - Béke utca - József Attila utca - Rákóczi tér |

## Megállói
| Megállóhely neve                   | Menetidő | Fontosabb létesítmények |
| ---------------------------------- | -------- | --- |
| Rákóczi tér                        | 0        | Rákóczi tér, Zirci Városi Bíróság, Reguly Antal Múzeum, Bakonyi Természettudományi Múzeum, Nagyboldogasszony-bazilika, Reguly Antal Német Nemzetiségi Nyelvoktató Általános Iskola |
| Orvosi rendelők (Kossuth utca 24.) | 1        | Orvosi rendelők |
| Bakonybéli út                      | 3        | |
| Rómer Flóris utca 43.              | 5        | |
| Munkácsy utca 18.                  | 6        | |
| Som utca 43.                       | 7        | |
| Som utca 1.                        | 8        | |
| Eötvös utca 1.                     | 9        | Barátság park |
| Pacsirta utca                      | 10       | |
| Kórház                             | 11       | Zirc Városi Erzsébet Kórház és Rendelőintézet, Szent Kereszt kálváriakápolna |
| Gyógyszertár                       | 12       | Békefi Antal Városi Könyvtár és Művelődési Ház, Reguly Antal Múzeum |
| Rákóczi tér                        | 13       | Rákóczi tér, Zirci Városi Bíróság, Reguly Antal Múzeum, Bakonyi Természettudományi Múzeum, Nagyboldogasszony-bazilika, Reguly Antal Német Nemzetiségi Nyelvoktató Általános Iskola |